# Doom metal
Doom metal – rodzaj muzyki metalowej uznany za podgatunek w pierwszej połowie lat 80. Charakteryzuje się ciężkim i powolnym, zwykle psychodelicznym stylem wokalnym oraz ciężkim, walcowatym brzmieniem; dominują średnie i wolne tempa. Teksty utworów poruszają tematy depresyjne, melancholijne, czasem określane jako dekadenckie.
Muzycznie doom metal jest ściśle powiązany z wczesną twórczością Black Sabbath. Utwory takie jak „Black Sabbath” i „Into the Void” uważane są za pierwsze, początkowe utwory nowego wówczas stylu.
Od tego czasu zespoły takie jak Trouble, Saint Vitus, Candlemass, Pentagram, Katatonia, Anathema, Amber Tears oraz Witchfinder General zdefiniowały gatunek, a pierwszym, klasycznym albumem został Epicus Doomicus Metallicus zespołu Candlemass.